# Моторина, Надежда Викторовна
Надежда Викторовна Моторина (17 апреля 1953, Мишкино, Курганская область — 25 июля 2014, Мишкино, Курганская область) — советская и российская поэтесса-инвалид.

## Биография
Надежда Викторовна Моторина родилась 17 апреля 1953 года в рабочем посёлке Мишкино Мишкинского поссовета Мишкинского района Курганской области, ныне посёлок городского типа — административный центр Мишкинского муниципального округа той же области. Инвалид детства 1 группы (детский церебральный паралич, неспособность к самостоятельному передвижению).
Не ходила с рождения. В 8 лет была принята в начальную школу, где четыре года проучилась, как все нормальные дети. С 5 по 8 класс обучалась заочно. Педагоги из средней школы приходили на дом, не считаясь с личным временем. В 1969 году получила аттестат о восьмилетнем образовании.
В 1985—1988 годах училась в вечерней школе рабочей молодежи, получила аттестат о среднем образовании. В 1988 году поступила в московский Заочный народный университет искусств на отделение станковой живописи и графики.  Проучившись три года, она оставила университет, и на этом образование было закончено.
Некоторое время подрабатывала художником-оформителем.
5 декабря 2008 года принята в Союз писателей России, состояла на учёте в Курганской областной писательской организации.
Член литературного клуба «Поэтическая горница» (г. Курган). Со 2 декабря 2010 года руководила литературным клубом «Родник», созданного на базе Мишкинской районной библиотеки (пгт Мишкино).
Вела работу с детским садом № 2 р. п. Мишкино. В результате каждый год выпускная группа готовила музыкальный спектакль по сценариям поэтессы: «Пер Гюнт» по мотивам драмы Г. Ибсена и «Лебединое озеро» на музыку П. И. Чайковского.
Жила в посёлке городского типа Мишкино.
Надежда Викторовна Моторина умерла 25 июля 2014 года в посёлке городского типа Мишкино городского поселения Рабочий посёлок Мишкино Мишкинского района Курганской области, ныне посёлок городского типа — административный центр Мишкинского муниципального округа той же области.

## Творчество
Впервые решилась опубликовать несколько стихотворений в Мишкинской районной газете «Искра» в 1983 году.
Свои стихи никогда не писала специально. Они рождались сами, когда наболевшее в душе требовало выхода. Скрытная по натуре, она все свои переживания отражала в поэтических строках. Их у неё не много, но все они искренни.
Стихи поэтессы задевают струны души всех и каждого, потому что повествуют о том, чем мы живы испокон веков: Родиной, любовью, природой и волнующим прикосновением к глубинам людских сердец.
В конце 2002 года отправила подборку стихов в центр «Гармония» Л.Я. Витебскому – так вышел в свет первый сборник стихов «Души моей распахнутая дверь». При содействии председателя комитета по печати и СМИ области В.А. Есетова в июле 2003 года был выпущен еще один сборник под тем же названием, а летом 2005 – сборник «Здравствуй…». В 2006 году центр «Отклик» в серии «Мини-библиотека зауральской поэзии» выпустил небольшой буклет со стихами и рисунками Н.В. Моториной. С 2002 года стихи неоднократно публиковались в литературно-публицистическом альманахе «Тобол».
В последнее время Надежда Викторовна писала стихи и сказки для детей. В 2007 году в виде книжки-малышки вышла «Сказка про косолапого мишку, сосновую шишку и чудесное слово», а также несколько стихотворений.
Помимо литературного творчества Надежда Викторовна увлекалась живописью, созданием панно из природных материалов. Все её работы отражают красоту и неповторимость родного края.

## Публикации
Стихи вошли в поэтическую антологию «Родные просторы», выпущенную к 85-летию со дня образования Мишкинского района, публиковались в альманахе «Тобол», журналах «Сибирский край» и «Нафаня»,  в газете Мишкинского района «Искра». Выходили отдельными сборниками.
- Моторина Н.В. Души моей распахнутая дверь. — 2002.
- Моторина Н.В. Души моей распахнутая дверь. — Куртамыш: Куртамышская типография, 2003. — 67 с. — ISBN 5-98271-004-0.
- Моторина Н.В. Здравствуй. — Куртамыш: Куртамышская типография, 2005. — 71 с. — ISBN 5-98271-023-7.
- Моторина Н.В. Сказка про косолапого Мишку, сосновую шишку и чудесное слово. — Курган, 2007. — (Читаем с Нафаней).
- Моторина Н.В. Подсолнечное семечко. — Курган: Отклик, 2009. — 68 с.
- Моторина Н.В. У Звёздной Чаши на краю. — Курган: Отклик, 2013. — 96 с. — ISBN 978-5-9904264-1-2.

## Память
- Мишкинская межпоселенческая центральная библиотека им. Н. В. Моториной Муниципального казенного учреждения культуры «Центр культуры и досуга Мишкинского муниципального округа», имя присвоено решением Мишкинской районной Думы от 24 декабря 2020 года[8].